# Quân chủ tuyển cử
Quân chủ tuyển cử là một chế độ quân chủ cai trị bởi một vị vua được bầu lên, trái ngược với một chế độ quân chủ cha truyền con nối, trong đó ngôi vua được tự động truyền lại như một di sản gia đình. Cách thức bầu cử, bản chất của trình độ ứng cử viên, và các cử tri khác nhau theo từng trường hợp. Trong lịch sử nó không phải là không phổ biến cho chế độ quân chủ tuyển cử biến đổi thành một chế độ quân chủ cha truyền con nối, hoặc một chế độ quân chủ cha truyền con nối thỉnh thoảng lại có sự lựa chọn.

## Tiến hóa
Hầu hết các vương quốc trong lịch sử chính thức lựa chọn nhà vua, mặc dù các ứng viên thường chỉ từ dòng dõi của vị vua quá cố. Tuy nhiên, sau đó đa số các chế độ quân chủ tuyển cử lại chọn quân chủ cha truyền con nối, để đảm bảo các chức tước và ngai vàng thuộc về gia đình mình và nêu rõ, ít nhiều, thứ tự kế vị. Ngày nay, gần như tất cả các chế độ quân chủ là chế độ quân chủ cha truyền con nối, trong đó các quốc vương xuất phát từ một gia đình hoàng gia nơi ngai vàng được chuyền từ một người sang một người khác trong gia đình sau cái chết hoặc do sự thoái vị của người đương nhiệm.

## Hiện tại
- Campuchia:

Quốc vương Campuchia do Hội đồng Tôn vương Campuchia bầu.
- Malaysia:

Quốc vương Malaysia do Hội nghị các quân chủ Malaysia bầu.
- Các Tiểu vương quốc Ả Rập Thống nhất:

Tổng thống Các Tiểu vương quốc Ả Rập Thống nhất do Hội đồng Tối cao Liên bang bầu.
- Tòa Thánh:

Giáo hoàng do Hồng y Đoàn bầu.